# Guillaume Groen van Prinsterer
Guillaume (Willem) Groen van Prinsterer (Voorburg, 21 augustus 1801 - Den Haag, 19 mei 1876), zoon van Petrus Jacobus Groen van Prinsterer en Adriana Hendrika Caan, was een antirevolutionair Nederlands politicus en historicus.
Groen van Prinsterer was kabinetssecretaris (1829-1836), lid van de Kamer van Grondwetsherziening (1840) en lid van de Tweede Kamer (1849-1857, 1862-1866).

## Groen als grondlegger van de protestants-christelijke politiek
Christelijk politiek denken gaat terug tot Augustinus’ De Civitate Dei en misschien nog verder, maar Groen van Prinsterer wordt door vriend en vijand gezien als de grondlegger van de protestants-christelijke politiek in Nederland. Groen streed tegen ongeloof en revolutie in staat en kerk en kwam op voor het christelijk onderwijs, dat destijds niet gesubsidieerd werd en door de liberalen werd afgewezen als schadelijk voor de nationale eenheid. Hij legde de fundamenten voor de Anti-Revolutionaire Partij, die na zijn overlijden zou worden opgericht.
De literatuur over Groen van Prinsterer is vrijwel alleen door geestverwanten geschreven. Over Groen is nog steeds geen moderne wetenschappelijke biografie verschenen. Groens tegenspeler Thorbecke kreeg in 2004 zijn wetenschappelijke biografie, die gebaseerd is op veel nieuw bronnenmateriaal. De biografieën van de historicus Gerrit Schutte uit 1976 en van Roel Kuiper uit 2001 hebben het grote publiek als doelgroep en voegen in wetenschappelijk opzicht weinig toe. Wel munt Kuipers biografie uit door wetenschappelijk verantwoorde documentatie en is zij mede gebaseerd op nieuw onderzoek in Groens ongepubliceerde nagelaten geschriften die in 1990/91 zijn uitgegeven. Daardoor werpt het boek nieuw licht o.a. op de voorgeschiedenis van de Onderwijswet van 1857.

## Groen als publicist
Groen groeide op in een verlicht-conservatief Waals-hervormd gezin. Hij studeerde in Leiden samen met Johan Rudolph Thorbecke, die later zijn grote politieke tegenstander zou worden. Na zijn studie trad hij in 1828 in het huwelijk met Betsy van der Hoop. Hun huwelijk bleef kinderloos. Groen ging werken voor het Kabinet van de Koning en verhuisde daarom met zijn vrouw naar Brussel. Daar kwamen zij dankzij hun predikant J.H. Merle d’Aubigné onder de invloed van de internationale geestelijke opwekkingsbeweging het Réveil. Een bekende vertegenwoordiger van het Réveil in Nederland was de theatraal tegendraadse dichter en reactionair Willem Bilderdijk. Een andere voorman van het Réveil was de tot het christendom bekeerde Jood Isaäc da Costa. Die schreef in 1823 het reactionaire pamflet Bezwaren tegen den geest der eeuw. Groen zou de Réveilbeweging later in antirevolutionaire richting leiden. 
In oktober 1829, toen Groen inmiddels naar Den Haag was teruggekeerd, bracht hij anoniem het blad Nederlandsche Gedachten uit. Hierin verzette Groen zich tegen de ‘revolutiegeest’ die in 1830 tijdens de Belgische opstand in alle hevigheid uitbarstte. Het jaar 1829 kunnen we daarom beschouwen als het geboortejaar van de antirevolutionaire richting, lang eer er sprake was van een politieke partij. Politieke partijvorming in de huidige zin des woords was toen nog geheel onbekend. De naam Nederlandsche Gedachten slaat ook op het nationalistische karakter van het blad. Groen wilde het volk van Nederland opwekken tot een nationaal besef, waarin hij in de 19e eeuw niet alleen stond, maar hij identificeerde de Nederlandse identiteit meer dan de liberalen met het protestantisme en de rol van Oranje in de geschiedenis. Aan de populariteit van de drieslag God, Nederland en Oranje ('een drievoudig snoer dat niet spoedig verbroken zou worden') heeft Groen in belangrijke mate bijgedragen. In diverse publicaties in 1829 en 1830 introduceerde hij de tegenwoordig zeldzame term burgerzin, die zoals hij die bezigde vooral verband hield met het door hem voorgestaan (Nederlands) nationalisme. Later heeft deze term ook andere betekenisnuances gekregen.
Vanaf 1837 steunde Groen de afgescheidenen, die zich in 1834 hadden losgemaakt van de Nederlandse Hervormde Kerk. Net als de afgescheidenen had Groen kritiek op het Algemeen Reglement van 1816, dat de koning veel invloed gaf in de kerk en op de opkomende vrijzinnigheid. Groen wilde niet met de Nederlands Hervormde Kerk breken, maar de Gereformeerde Gezindte in de Hervormde Kerk en daarbuiten verenigen in zijn strijd tegen de vrijzinnigheid in de kerk, in de staat en in de maatschappij. Hij zag wel bondgenoten in de afgescheidenen, die echter in het algemeen  behoorden tot de zgn. 'kleine luyden', die toen geen stemrecht bezaten, terwijl Groen tot de elite van de Nederlandse samenleving behoorde en geen talent had voor het populariseren van zijn gedachtegoed. Groen is dan ook wel gekenschetst als ‘generaal zonder leger.’ Hij hield zich liever bezig met vraagstukken als het karakter van de Nederlandse natie dan met de gereformeerde confessie. De Anti-Revolutionaire richting was in de ogen van Groen ook een kerkelijke richting: Le parti anti-révolutionnaire et confessionnel dans l'eglise Réformée des Pays-Bas.
In 1846 verscheen Groens Handboek der geschiedenis van het vaderland. Het Handboek was mede gebaseerd op archiefonderzoek van Groen. Hij was in 1836 als archivaris aangesteld van het Koninklijk Huisarchief en ontsloot in die hoedanigheid de correspondentie van de prinsen van Oranje. Volgens historicus Gerrit Jan Schutte waren dit Handboek en vooral Ongeloof en Revolutie, dat in 1847 verscheen, niet alleen historische studies, maar ook politieke manifesten.  Het Handboek moest Groens calvinistisch-orangistische nationalisme ondersteunen. Ongeloof en Revolutie was vooral een aanval op het liberalisme.
Ongeloof en Revolutie is Groens hoofdwerk. Het was een bundeling van een serie voorlezingen die Groen in de winter van 1845-1846 hield voor een select groepje geestverwanten. Volgens Groen-biograaf Roel Kuiper is Ongeloof en Revolutie ‘Geen muziek om van het blad te zingen’. Groen schrijft namelijk niet gemakkelijk. Hij verwees vaak naar buitenlandse schrijvers als Edmund Burke, François Guizot, F.J. Stahl en Jules Michelet, citeerde in het Frans en in het Latijn, bezigde soms telegramstijl en bediende zich herhaaldelijk van de samentrekking en de onvolkomen zin, bijvoorbeeld: “De Christen kent een beginsel, dat vastheid aan de wetenschap geeft; dat opgevolgd, genoegzaam zou zijn om de wankelende staatsgebouwen op onwrikbaar fundament te herstellen.” 
De rode draad in Ongeloof en Revolutie is Groens verzet tegen de ‘revolutionaire’ staat die gebaseerd is op de door hem afgewezen volkssoevereiniteit. Volgens hem is alleen God soeverein en is al het gezag van Hem afkomstig. Een staat die geen rekening houdt met God, de Schrift en de historie kan volgens hem alleen maar leiden tot tirannie. Groens visie daarentegen kan volgens zijn critici leiden tot theocratie en absolutisme. Groen zou zich echter na 1848 en vooral na 1857 in democratische richting ontwikkelen.
Nadat Groen in 1832 de uitgave van Nederlandsche Gedachten wegens de kosten had moeten staken, vond hij incidenteel een podium in de Utrechtse krant De Nederlander. De uitgever benoemde hem in 1850 tot onbezoldigd hoofdredacteur, waarna hij de inhoud in Anti-Revolutionaire zin omboog. De verliezen bedroegen 5000 gulden per jaar en alleen dankzij de vermogende weduwe Zeelt uit Baanbrugge, die ook de Afscheiding had gefinancierd, kon Groen het bestaan van De Nederlander rekken tot 1855. De oprichting van een nieuwe Anti-Revolutionaire krant maakte hij nog mee en hij weerhield Kuyper ervan het blad "De Geus" te noemen.

## Groen als parlementariër
In 1849, een jaar na de grondwetswijziging, kwam Groen in de Tweede Kamer. Hij was buitengewoon lid van de Tweede Kamer van 5 augustus 1840 tot 5 september 1840 (voor Holland). Groen had kritiek op de grondwet van Thorbecke, omdat deze niet christelijk zou zijn. Het betrof echter vooral de ‘revolutionaire geest’ van deze grondwet. Praktisch had Groen veel minder bezwaar. Wanneer we alleen afgaan op zijn denkbeelden zouden we Groen voor een hele of halve absolutist kunnen verslijten, vooral vóór 1848. Tot dat jaar hing Groen C.L. von Hallers privaatrechtelijke opvatting over het overheidsgezag aan, waarin het gezag werd opgevat als onvervreemdbaar bezit van de gezagsdrager. Kort na 1848 stapte Groen hiervan af, toen hij kennisnam van de ideeën van F.J. Stahl. Stahl verkondigde een publiekrechtelijke opvatting over het gezag, die inhield dat het gezag van de staat op Gods gebod van rust en orde, ten dienste van de publieke gerechtigheid. Groen ontwikkelde zich tevens tot een gedegen parlementariër. Hij stelde daarbij de Thorbeckeaanse visie op de spelregels van de politiek ter discussie. Groens juridische benadering verschilde van de aanpak van zijn vriend Da Costa, die politiek vooral zag als 'getuigen'.
Volgens de historicus Henk te Velde werkten Groen en Thorbecke op deze manier onbedoeld samen aan het ontstaan van een parlementaire cultuur in Nederland. Thorbecke omdat hij de grondwet schreef en de spelregels bedacht waaraan parlementariërs zich zouden moeten houden, zoals de onafhankelijkheid van de gekozene en de rationaliteit van de discussie; Groen omdat hij deze spelregels bekritiseerde, zich zodoende opwierp als de vertegenwoordiger van de orthodoxe protestanten en zei dat geloofsaangelegenheden ook in de politiek thuishoorden. Volgens Roel Kuiper heeft Groen op deze manier bijgedragen aan de cultuur van debat en oppositie. Groen eiste het recht van oppositie op. Die had in het Engelse parlement al een erkende plaats, maar in het Nederlandse parlement nog niet. Thorbecke en de zijnen keken te veel naar het Franse en Belgische voorbeeld, waar de regering het parlement domineerde.
Ondanks de ideologische verschillen waren Groen en Thorbecke in meerdere opzichten aan elkaar verwant. De calvinistische Groen en de lutheraan Thorbecke waren relatieve buitenstaanders, die het belang inzagen van een goede volksvertegenwoordiging, openbaarheid van het politieke leven en een werkelijk constitutionele monarchie. F.A. van Hall was volgens Henk te Velde wat dit betreft de werkelijke tegenstander van Thorbecke. De conservatief-liberale Van Hall wilde namelijk niet al te moeilijk doen over parlementaire regels en regelde de zaken liever in de achterkamertjes. Groen was misschien niet altijd even praktisch, plaatste zich met zijn principiële betogen dikwijls buiten de discussie en deed voorstellen die bijna altijd met grote meerderheid werden weggestemd. Thorbecke vond het desondanks plezierig om met hem te debatteren, terwijl hij Van Halls manier van politiek bedrijven verfoeide.
Groen heeft zich als parlementariër ingezet voor protestants-christelijk onderwijs. Groen veranderde dikwijls van standpunt. Eerst wilde hij een protestants-christelijke openbare school; vervolgens ging hij pleiten voor gesplitste openbare scholen (voor protestanten, katholieken en joden); toen dit ten slotte ook niet haalbaar bleek, werd hij een voorstander van financieel gelijkberechtigd bijzonder onderwijs. De omslag in het denken van Groen vond plaats in 1857. In dit jaar werd de onderwijswet van Van Brugghen aangenomen waarin gesteld werd dat het onderwijs algemeen-christelijk moest zijn. Een christendom boven geloofsverdeeldheid was volgens Groen veel te onbepaald. Hij was nu van mening dat onderwijs op protestants-christelijke grondslag op bijzondere scholen moest worden gegeven, maar ook dat openbaar onderwijs neutraal moest worden (liever dan algemeen-christelijk) en zich moest onthouden van geestelijke beïnvloeding van de bevolking. Volgens de historicus R.S. Zwart was het voor Groen dus alles of niets.
Groen van Prinsterer was een verklaard tegenstander van de slavernij in Oost en West. In 1842 beijverde hij zich om enkele abolitionistische comités te verenigen in de "Nederlandse Maatschappij ter Bevordering van de Afschaffing van de Slavernij", die hij in de statuten echter een zo protestants-christelijk karakter gaf, dat andersgezinden al spoedig weer huns weegs gingen. In 1853 werd hij voorzitter van de Staatscommissie afschaffing slavernij, die echter op korte termijn niets bereikte. Het zou tot 1863 duren voor Nederland de slavernij verbood.

## Groen als theocraat
De onderwijswet van Van Brugghen betekende voor Groen ook het einde van zijn streven naar de christelijke staat. De scheiding tussen kerk en staat werd hierna door Groen aanvaard, maar niet van harte. Een neutrale overheid was slechts een noodoplossing. In het gedachtegoed van Abraham Kuyper zou de neutrale staat een prominentere rol spelen. Abraham Kuyper was ondubbelzinnig als het ging om godsdienstvrijheid voor alle gezindten. Volgens Groen echter was Nederland altijd een protestants-christelijke natie geweest, verwoord in de uitdrukking het drievoudig snoer God, Nederland en Oranje. Daarom had de Hervormde Kerk zijns inziens recht op een prominente positie in de Nederlandse samenleving. Toch was Groen geen voorstander van een staat die door de kerk wordt overheerst. Hij sprak zich uit voor de theocratie, maar tegen geloofsvervolging:
Wij wenschen geene theocratie, in zoo ver hierdoor priestergezag of onderwerping van den Staat aan de Kerk aangeduid wordt. Wij stellen ons geen droombeeld voor eener maatschappelijke vereeniging, die uit enkel opregte Christenen zou bestaan en waar de Staat zich eigenlijk oplossen zou in de Kerk. Maar wel gelooven wij aan de mogelijkheid […] dat opnieuw het verband tusschen Godsdienst, gezag en vrijheid erkend, en Gods oppergezag ten grondslage van Staatsregeling en wetgeving worde gesteld. In zoo ver gelooven wij aan de mogelijkheid, aan de wezenlijkheid, aan de noodzakelijkheid eener theocratie.
Groen vond gewetensvrijheid belangrijk en was daarom van mening dat religieuze minderheden als katholieken en Joden ook een plaats in de publieke samenleving mochten innemen. Daar hadden deze groepen historisch gezien recht op. Groen streefde volgens de RD-journalist en historicus Van der Zwaag echter niet naar ongelimiteerde vrijheid van godsdienst en geweten. In Nederland mocht geen gelijkheid opgedrongen worden die de Bijbel op één lijn stelde met de Koran. De grondwet had dit volgens Groen niet gewild.
Groen stond een evenwichtige Bijbeluitleg voor. Als een bij uitstek antirevolutionair beginsel citeert hij in Ongeloof en Revolutie de woorden uit Rom. 13: "Alle macht is van God verordineerd", maar hij voegt er onmiddellijk aan toe: "Ik wil geen uitlegging onderschrijven, welke ons verplichten zou de booswicht die het moordtuig voorhoudt gehoorzaam te zijn, of de gekroonde rover die gisteren de wettige Vorst verjaagd heeft heden als een van God verordineerde macht te beschouwen." Deze "gekroonde rover" passage is tijdens de bezetting van 1940/45 illegaal verspreid en heeft nogal wat gereformeerden, die aarzelden om aan de "wettige overheid" verzet te bieden, over hun aarzeling heen geholpen.

## Groen als martelaar
Groen had in de Kamer antirevolutionaire bondgenoten, maar zij waren net als Groen niet gebonden aan een programma. Dit zou pas bij Abraham Kuyper aanvangen. De grenzen tussen liberaal, conservatief en antirevolutionair waren na 1848 nogal vloeiend. Groen bijvoorbeeld bemachtigde in de jaren vijftig via de conservatieve kiesvereniging ‘Koning en Vaderland’ van Gerardus Johannes Mulder zijn Kamerzetel. De conservatieve humanist Mulder had echter een hele andere levensovertuiging dan de diepgelovige Groen. Mulder – die in 1853 de antipapistische Aprilbeweging mede organiseerde - moest bovendien niets hebben van het parlement. Toch liep Groen in april 1866 nog met het plan rond om met de conservatieven een anti-moderne partij te gaan vormen. Groen zegde echter later dat jaar het vertrouwen in het conservatieve kabinet Van Zuylen Van Nijevelt-Heemskerk op, toen die zich tegen het bijzonder onderwijs keerde. In 1869 weigerde Groen daarom ook om mee te gaan in de conservatieve Algemeene Kiesvereeniging – volgens de historicus Ron de Jong feitelijk de eerste politieke partij van Nederland -  die door J. Heemskerk Azn. in 1868 was opgericht. De weigering van Groen om met Heemskerk mee te gaan en de weigering van de conservatieven om zich duidelijker uit te spreken over het christelijk onderwijs hebben het politiek conservatisme de doodsteek toegebracht.
Door zijn breuk met de conservatieven geraakte Groen steeds meer in het isolement. De kritiek die Groen leverde op de machtspolitiek van het Duitsland van Bismarck versterkte zijn isolement, omdat zijn antirevolutionaire vrienden het ‘revolutionaire’ Frankrijk als de grote vijand zagen. Groens devies was echter “In ons isolement ligt onze kracht”. Dat sloeg op de beginselvastheid van de door hem voorgestane politiek, maar het zou ook kunnen slaan op zijn politieke martelaarschap. Groen voelde zich een onbegrepen profeet, een roepende in de woestijn. Aan het einde van zijn leven vertrouwde hij veel antirevolutionaire Kamerleden niet meer, die zijns inziens te halfslachtig en te meegaand waren. Tijdens de aanloop naar de verkiezingen van 1871 schrapte hij van een lijstje allen die hem onvoldoende van dienst waren, overigens zonder hen hiervan van tevoren op de hoogte te stellen. Groens actie was dan ook een vervelende verrassing. Er bleven voor Groen nog drie antirevolutionairen over: Kuyper, M.D. van Otterloo en L.W.C. Keuchenius. Zij waren volgens Groen nog wel trouw aan de beginselen. Kuyper nam begin jaren zeventig het stokje van Groen over als leider van de antirevolutionairen. Groen overleed in 1876. Drie jaar na zijn dood zou de Anti-Revolutionaire Partij als eerste politieke partij van Nederland worden opgericht en op den duur grote successen boeken. In 1901 zou Kuyper zelfs minister-president worden. En in 1918 werd door het liberale kabinet-Cort van der Linden eindelijk de onderwijskwestie opgelost. Groen heeft het niet mogen meemaken. De ARP zou tot 1980 de oudste politieke partij van Nederland blijven. Toen ging zij op in het Christen-Democratisch Appel (CDA).

## Groens geestelijke erfenis
De invloed van Groen op het protestants-christelijke denken is enorm geweest. Er zijn weinig politici die zo lang na hun dood nog navolging kregen. Hij werd tot na de Tweede Wereldoorlog door de ARP vereerd, hoewel minder dan Abraham Kuyper. Het wetenschappelijk bureau van het GPV heette de Groen van Prinsterer Stichting, en het Wetenschappelijk Instituut van de ChristenUnie heet nog steeds zo. En toen in 1967 het Gereformeerd Gezinsblad werd omgedoopt tot het Nederlands Dagblad verwees men naar het blad Nederlandsche Gedachten van Groen. 
Groen werd in de twintigste eeuw pas populair. Zijn hoofdwerk Ongeloof en Revolutie sloeg aanvankelijk helemaal niet aan. Buiten orthodoxe kringen werd het boek overigens nauwelijks gelezen. Omdat Ongeloof en Revolutie zo ontoegankelijk was, was het boek bovendien vooral voor de elite. In de jaren dertig van de 20e eeuw beriep de NSB zich echter ook op Groen. Dit was voor de antirevolutionairen een reden om eens goed te kijken wat Groen huns inziens werkelijk zei. De ‘generaal zonder leger’ was tijdens de Tweede Wereldoorlog bijzonder populair bij de antirevolutionairen. In 1945 verscheen het boekje Wat heeft Groen van Prinsterer ons vandaag te zeggen? van VU-historicus Smitskamp. (Het werkje was al in januari 1941 gereed, maar werd door de bezetter in beslag genomen). In zijn interviews met bekende Nederlanders stelde de historicus George Puchinger vaak deze vraag. Volgens de GPV-politicus Piet Jongeling was Groen anno 1967 actueler dan in zijn eigen tijd, omdat in 1967 de antithese duidelijker zichtbaar zou zijn. De CHU-politica Wttewaal van Stoetwegen, bijgenaamd de 'rode freule', gaf echter als antwoord: “Niets”.
Vooral behoudende protestanten beriepen zich op Groen en gebruikten hem als stok om minder behoudende protestanten mee te slaan. De SGP en de Hervormd-Gereformeerde Staatspartij verweten tijdens het interbellum de ARP en de CHU van het pad van Groen te zijn afgeweken, omdat beide partijen compromissen hadden moeten sluiten om te kunnen regeren. Na de oorlog waren het vooral GPV, SGP en RPF die zich op deze wijze op Groen beriepen. Toen Groens betekenis na de oorlog door de wat meer vooruitstrevende protestanten werd gerelativeerd, kwamen de meer behoudende protestanten fel in verzet. Een aanval op Groen werd gezien als een aanval op de gereformeerde wereld in zijn geheel. In 1949 en 1951 verschenen er vanuit de Vrije Universiteit enkele kritische studies over Groens visie op de geschiedenis. Groen werd onder meer determinisme verweten, omdat hij de belonende dan wel straffende hand van God direct in verband zou brengen met het wel en wee van Nederland. Groen werd daarop vurig verdedigd door de vrijgemaakte kerkhistoricus Jaap Kamphuis. Gezegd moet worden dat Kamphuis de kritiek (tot op zekere hoogte) heeft gepareerd door Groens visie op Gods straffende en belonende hand als een verbondscausaliteit voor te stellen, dat wil zeggen niet deterministisch.
Groens reputatie als groot historicus blijft echter twijfelachtig, vooral vanwege zijn te grote partijdigheid. Alle moderne twijfel ten spijt blijft Groen onder zijn geestverwanten populair. De in 1987 opgerichte Vereniging van Christen-Historici (VCH) telt nogal wat Groen-epigonen binnen haar gelederen. Sommigen onder hen lijken er zelfs een sport van te maken om 'hun' Groen te verdedigen tegen aanvallen van de buitenwereld. Om de vrijgemaakte en reformatorische jeugd niet te laten vergeten wie Groen was schreef historicus en politicus Arie Slob namens de VCH een boekje over hem voor het christelijk middelbaar onderwijs. 
De door Groen gemaakte tegenstelling tussen volkssoevereiniteit en godssoevereiniteit is ter discussie gesteld. In zijn dissertatie zegt rechtsfilosoof Jan Willem Sap dat het onderscheid tussen godssoevereiniteit en volkssoevereiniteit vals is. Dat is ook de mening van historicus Joost Rosendaal die beweert dat de Nederlandse Opstand christelijk is geïnspireerd.
Zij die zich op Groen beroepen zetten zich vaak tegen de moderne tijdgeest af: Bruins Slot verzette zich met een beroep op Groen tegen de 'revolutie' in Indonesië; met Groen in de hand werd door de reformatorische filosoof Mekkes de ‘progressieve’ ARP, die in 1952 tot een regering met de PvdA toetrad, aangevallen; in 1976 wilde het GPV niet met de ARP en de CHU Groen herdenken, omdat die laatste twee partijen volgens het GPV van het pad van Groen waren afgeweken; in de jaren tachtig werd met beroep op Groen de Algemene wet gelijke behandeling bekritiseerd; en in een NRC-artikel uit 2000 fulmineerde RPF’er André Rouvoet in de geest van Groen tegen het postmodernisme, dat onder andere het homohuwelijk mogelijk zou hebben gemaakt.
Groenianen hebben de neiging om in dichotomieën te denken, met als risico de wereld zo in een simplistische tweedeling te wringen. De Groeniaanse visie heeft een versimpeling tot gevolg. De historicus Joris van Eijnatten schrijft hierover:
Groen heeft op deze manier min of meer aan de basis gestaan van het zogenaamde beginsel- of worteldenken, het bekritiseren van niet-christelijke denksystemen en ideologieën door alleen te kijken naar de grondslagen. Zo schreef de latere GPV-leider Pieter Jongeling in de hoedanigheid van hoofdredacteur van het Gereformeerd Gezinsblad in 1963 het boekje Beproeft de geesten, waarin hij alles toetste aan Schrift en Belijdenis. De Apartheid in Zuid-Afrika kon de proef doorstaan, de Wereldraad van Kerken niet.
Uit Jongelings houding ten aanzien van de Apartheid blijkt dat Groens worteldenken ook een sterk nationalistische kant heeft. De antirevolutionairen waren onvoorwaardelijk voor de handhaving van het overheidsgezag en de nationale zelfstandigheid en verbonden God, Nederland en Oranje vanzelfsprekend met elkaar.
Niet alleen de titel van het blad Radix van het Gereformeerd Wetenschappelijk Genootschap verwijst naar het worteldenken, maar ook de Wijsbegeerte der Wetsidee is hier sterk door bepaald. De filosoof Herman Dooyeweerd heeft in navolging van Kant in de jaren twintig een transcendentale kritiek van het kennen ontworpen. Al het kennen is volgens hem religieus bepaald. Wetenschap kan daarom niet neutraal zijn. Christelijke wetenschap moet vanuit eigen principes redeneren en staat in dit opzicht tamelijk geïsoleerd van de ‘neutrale’ wetenschap. Deze gedachten vinden we ook bij Abraham Kuyper terug, op wiens denken Dooyeweerd sterk heeft voortgebouwd. De Stichting voor Christelijke Filosofie heeft primair tot doel de filosofie op basis dit gedachtegoed, te ontwikkelen en te verbreiden.

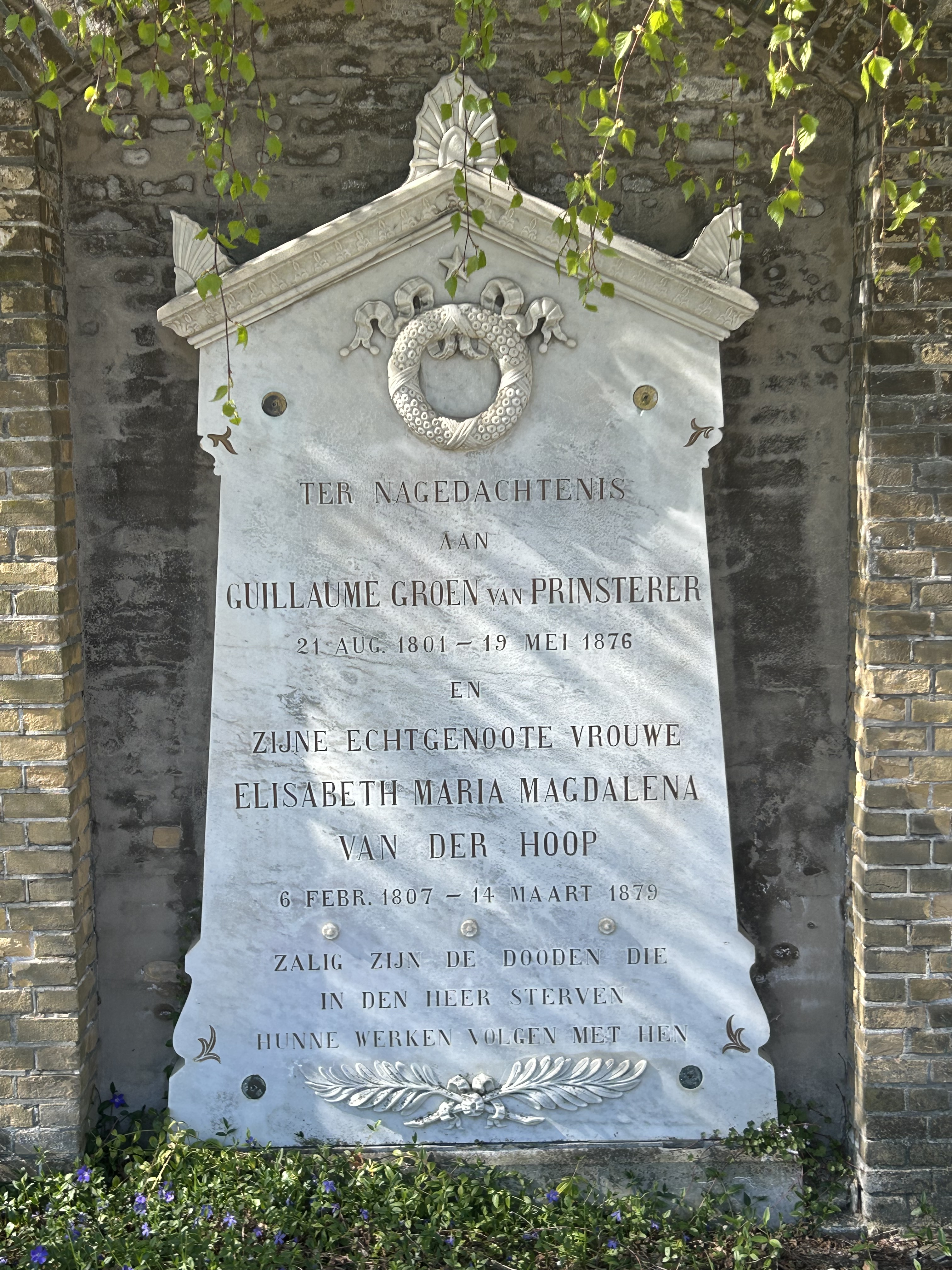
Grafmonument Groen van Prinsterer op de begraafplaats Ter Navolging (Scheveningen).

## Trivia
- Koningin Wilhelmina was bijzonder gehecht aan Groens Handboek der Geschiedenis van het vaderland. Het lag op haar werktafel altijd binnen handbereik. Wilhelmina heeft het haar leermeester Petrus Johannes Blok zeer kwalijk genomen dat hij informatie had achtergehouden over de geschiedenis van Nederland. De schellen vielen haar van de ogen toen ze kennisnam van dit handboek van Groen. In tegenstelling tot Blok heeft Groen de geschiedenis van Nederland opgevat als het verhaal van Gods leiding en de historie van Gods wonderen.[3]
- Ter gelegenheid van de 100e sterfdag van Groen van Prinsterer verscheen in 1976 een postzegel van 55 cent.
- Het gebouw van de Tweede Kamer heeft een zaal, naar hem vernoemd.